# Cremolobus linearifolius
Cremolobus linearifolius är en korsblommig växtart som beskrevs av William Jackson Hooker och George Arnott Walker Arnott. Cremolobus linearifolius ingår i släktet Cremolobus, och familjen korsblommiga växter. Inga underarter finns listade i Catalogue of Life.